# Cicinnus
Cicinnus is een geslacht van vlinders van de familie Mimallonidae.

## Soorten
- C. acuta (Schaus, 1892)
- C. anysia Schaus, 1928
- C. bactriana (Butler, 1878)
- C. bilinea Schaus, 1904
- C. callipius Schaus, 1928
- C. camarinus Schaus, 1928
- C. candacus Schaus, 1928
- C. corallina Dognin, 1918
- C. corcovada (Schaus, 1892)
- C. cordubensis (Berg, 1882)
- C. chabaudi Dyar, 1914
- C. despecta (Walker, 1855)
- C. dulcis Schaus, 1910
- C. eugenia Schaus, 1905
- C. euthymius Schaus, 1928
- C. externa Moore, 1882
- C. felderia Schaus, 1928
- C. fenestrata Jones, 1912
- C. fogia Schaus, 1905
- C. forbesi Schaus, 1928
- C. funebris (Schaus, 1896)
- C. gaujoni (Dognin, 1922)
- C. gentilis Schaus, 1910
- C. hamata (Walker, 1855)
- C. incerta (Möschler, 1877)
- C. jaruga Jones, 1912
- C. joanna Schaus, 1905
- C. latris Schaus, 1910
- C. madenus Schaus, 1928
- C. magnapuncta (Kaye, 1901)
- C. malca Schaus, 1905
- C. manalca Schaus, 1928
- C. marona Schaus, 1905
- C. mexicana (Druce, 1898)
- C. moengus Schaus, 1928

- C. motagus Schaus, 1920
- C. mulatro Schaus, 1920
- C. musa (Schaus, 1896)
- C. narseres Schaus, 1928
- C. olasis Schaus, 1928
- C. orthane Blanchard, 1852
- C. packardii (Grote, 1865)
- C. plana (Walker, 1855)
- C. primolus Schaus, 1928
- C. producta (Dognin, 1906)
- C. pudens Dognin, 1911
- C. pulverula (Schaus, 1896)
- C. putridula Dognin, 1912
- C. roscida Dognin, 1910
- C. sachinius Schaus, 1934
- C. solvens Dyar, 1914
- C. submarcata Schaus, 1905
- C. thermesia (Jones, 1921)
- C. tuisana Schaus, 1910
- C. unalca Schaus, 1905
- C. undiscata (Dognin, 1923)
- C. viemanda Schaus, 1928
- C. volucris Schaus, 1910
- C. xingua (Dognin, 1923)